# Mama Day
Mama Day је трећи роман америчке списатељице Глорије Нејлор. Објављен је 1988. године и припада постмодерни афроамеричке књижевности. Прича романа се фокусира на трагичну љубавну везу „укрштених звезда” Офелије Какао Дан и Џорџа Ендрјуса. Радња романа је подељена између Њујорка, где је Џорџ рођен и одрастао, у којем се Офелија недавно преселила, и Вилов Спрингса, измишљене заједнице смештене на приморском острву на граници Џорџије и Јужне Каролине, где је Офелијина породица живела неколико генерација. Роман се одвија у истом измишљеном универзуму као и претходна два Глоријина романа. Такође, у овом роману се појављује репризирање појединих ликова из њених претходних дела.